# دانیله کارناسچالی
دانیله کارناسچالی (به ایتالیایی: Daniele Carnasciali) بازیکن فوتبال و اهل ایتالیا است که از سال ۱۹۹۳ میلادی عضو تیم ملی فوتبال ایتالیا بوده و در ۲ بازی ملی حضور داشته‌است. او در بازی‌های ملی‌اش گلی به ثمر نرساند.
دانیله کارناسچالی آخرین بازی ملی خود را در سال ۱۹۹۶ میلادی انجام داد.